# Narodni park Risnjak
Narodni park Risnjak je hrvaški narodni park in se nahaja v Gorskem kotarju. Ustanovljen je bil leta 1953 v obsegu 3041 hektarjev površine na predlog raziskovalca tega področja prof. dr. Iva Horvata. Glavni del parka se sestoji iz masiva gore Risnjak, z vrhom na 1528 metrov nadmorske višine.
Leta 1997 so park razširili na 6400 hektarjev, tako da je danes na območju parka tudi izvir reke Kolpe.

## Dostop v park
Vhod v narodni park in planinarjenje je mogoče iz več smeri:
- iz smeri zgradbe Uprave narodnega parka v Beli Vodici (Crni Lug)
- iz smeri Gornjega Jelenja preko Vilja
- Iz smeri Platka

## Značilnosti parka
Park je izrazit primer razčlenjenega sestava Dinarskega gorstva v reliefnem, geološkem, hidrološkem, klimatskem pogledu, rastlinstvu in živalstvu. S Snežnikom tvori zahodni krak Dinarskega gorstva. 
- geološka zgradba: to je kraški svet, ki ga sestavljajo apnenci in dolomiti, kjer primanjkuje vode, sploh v višjih predelih, čeprav ima to področje zelo veliko padavin bodisi dežja ali snega.

Predstavlja nekakšno klimatsko pregrado: z juga prodirajo morski vplivi iz Kvarnerja – oddaljenost je samo 15 km – in s severa celinski. Zapade lahko tudi do tri ali štiri metre snega, ki se obdrži do pozne pomladi, predvsem v vrtačah. 

## Zaščita parka
Območje je razdeljeno v dve coni - v cono stroge in v cono usmerjene zaščite. V ožji coni je veliko naravnih znamenitosti, ki so zaradi svoje redkosti vključene v najvišjo stopnjo zaščite. 